# Anthurium atramentarium
Anthurium atramentarium Croat & Oberle, 2004 è una pianta della famiglia delle Aracee, endemica della Colombia.